# John McClane
John McClane est un personnage de fiction créé par Jeb Stuart et Steven de Souza dans le film Piège de cristal, réalisé par John McTiernan en 1988. Interprété par Bruce Willis, il est également présent dans les quatre suites du film.

## Biographie fictive
John McClane est lieutenant de la police de New York, depuis onze ans dans le premier film. Au début de Piège de cristal, qui se déroule à Noël 1988, il est séparé d'Holly Gennero McClane (jouée par Bonnie Bedelia) avec laquelle il a eu deux enfants, John « Jack » Jr. et Lucy. Sa femme est partie à Los Angeles depuis plusieurs mois pour poursuivre sa carrière (que John pense sans issue). La décision de John de rester à New York montre sa nature entêtée et son désir d'avoir toujours le dernier mot. Sa femme finit par divorcer et ses enfants restent en colère contre leur père. Il réussit à se réconcilier avec ses deux enfants en libérant sa fille qui était prise en otage par des cyberterroristes et en aidant son fils à empêcher un homme politique de prendre le pouvoir en Russie.

### Piège de cristal
À l'occasion du réveillon de Noël, il décide d'aller rendre visite à sa femme sur son lieu de travail, le Nakatomi Plaza. Mais c'est ce moment-là que choisit le criminel Hans Gruber pour mettre à exécution son plan de dérober 640 millions de dollars au palace et de prendre le personnel sur place en otage, la femme de McClane y compris. John, qui a échappé à l'assaut mais qui est toujours prisonnier du gratte-ciel, part alors en guerre contre les preneurs d'otages et les élimine un par un.

### 58 minutes pour vivre
Cette longue nuit lui a permis de se réconcilier avec sa femme. John s'installe ainsi à Los Angeles et se fait transférer dans les forces de police locales. Cependant, le réveillon de Noël suivant, McClane se retrouve dans une mésaventure similaire. Il attend que l'avion de sa femme se pose à l'aéroport Dulles de Washington, pour aller ensuite réveillonner chez ses beaux-parents. C'est alors que des mercenaires prennent le contrôle de l'aéroport, contrôlant les communications avec les appareils en vol qui ignorent tout et menaçant de les faire s'écraser si l'on ne libère pas un prisonnier. Sa femme étant à l'intérieur de l'un des avions, McClane réussit une fois de plus à éliminer à lui seul la quasi-totalité des forces ennemies et à secourir sa femme.

### Une journée en enfer
McClane travaille à nouveau à la police de New York. Il est de nouveau séparé de sa femme et n'a plus de contacts avec ses enfants. Cette fois, John doit empêcher des bombes d'exploser dans toute la ville, tout en essayant de se soustraire aux exigences les plus tordues du frère de Hans Gruber qui est soi-disant assoiffé de revanche. Il s'avère qu'il s'agissait juste d'une diversion du malfrat, pour lui permettre de dévaliser Wall Street. Là encore, McClane élimine tous les bandits.

### Die Hard 4: Retour en enfer
En 2007, McClane est toujours flic à New York. Ses anciennes méthodes lui valent d'être peu accepté par la nouvelle génération de policiers. Souffrant d'être divorcé de sa femme, il tente d'établir des liens avec sa fille Lucy. Il est alors chargé de protéger Matt Farrell, un jeune hacker très doué, mais ce dernier est victime d'une tentative d'assassinat. John doit donc le protéger tout en mettant fin aux agissements d'un pirate informatique doublé d'un organisateur hors pair. Il doit aussi sauver sa fille, kidnappée par les terroristes. Là encore, il élimine tous les bandits.

### Die Hard: Belle journée pour mourir
John McClane se rend en Russie pour sortir son fils Jack de prison. Il apprend que ce dernier est un agent de terrain de la CIA qui doit récupérer un dossier contenant des preuves pouvant compromettre l'ascension de Viktor Chagarin, un politicien russe haut placé. C'est Youri Komarov, prisonnier, qui est à l'origine de ce dossier. Jack arrive à s'échapper de prison avec Youri, et lui propose un marché : son extradition de Russie en échange du dossier. Youri accepte, mais il se fait enlever par Alik et son équipe, qui travaillent pour Viktor. Eux aussi veulent récupérer le dossier, avec l'intention de le détruire. McClane et Jack éliminent à nouveau les terroristes, y compris Youri qui s'avérait être un traître.

## Description

### Physique
Il est interprété par Bruce Willis dans tous les films. Les cheveux bruns coupés court, de grande taille et de physique commun (tout en étant assez musclé), McClane est un monsieur-tout-le-monde, dont la stature ne présage rien d'inquiétant. Ses ennemis comprennent vite qu'il ne faut pas se fier aux apparences, quand ils découvrent combien il peut être dangereux. Il est souvent vêtu d'un débardeur, d'une chemise carottée déboutonnée et d'un pantalon trop grand (son look du premier film) qui contribuent à son allure peu sérieuse. Ayant une mauvaise opinion de lui-même, McClane ne prend pas trop soin de son apparence et s'habille simplement.
Dans Die Hard 4, McClane change de style. Il se rase la tête et est vieilli (toujours inspiré du style de Willis), ce qui lui donne une allure plus inquiétante.

### Personnalité
McClane est un parfait exemple d'antihéros. C'est un type normal qui ne cherche pas à jouer les justiciers. Mais il est toujours confronté malgré lui à des situations qui ne lui laissent pas le choix (quand il doit sauver sa famille, par exemple). Il défend toujours le plus de civils possible et se bat quand il est obligé. À l'instar de Harry Callahan, il ne se gêne jamais pour tuer les méchants quand ceux-ci l'attaquent. Il n'hésite pas non plus à les provoquer en se moquant de leurs coéquipiers tués par lui un peu plus tôt.
McClane se démarque principalement par son humour, souvent noir, qu'il sait garder au milieu de ses problèmes. Avec son look décontracté, il fait preuve de recul sur sa situation. Ses répliques cinglantes fusent dans chacune de ses aventures, dont le célèbre « Yippee-ki-yay, pauvre con ! ». D'ailleurs, le magazine Première classe la fameuse réplique de John McClane à la 96e place dans sa liste 2007 des cent citations de film les plus cultes de tous les temps.
Il est surnommé cow-boy ou John Wayne par ses ennemis. D'ailleurs, il se surnomme lui-même Roy Rogers et il se définit comme étant une "mouche dans le lait".
En combat, il utilise essentiellement son Beretta 92 réglementaire, même s'il lui arrive de ramasser l'arme des ennemis qu'il a abattus (souvent un MP5) lorsque c'est nécessaire pour accroitre sa puissance de feu. McClane compte souvent sur la ruse et l'effet de surprise, mais il tue parfois ses ennemis d'une façon totalement improvisée et inattendue, faisant des dégâts colossaux (il a déjà fait exploser un avion en allumant une traînée d'essence laissé par l'engin, ou descendu un hélicoptère avec une voiture). Bien qu'il ne soit pas invincible, McClane n'abandonne jamais la bataille, accumulant des blessures sérieuses et tuant les terroristes jusqu'au dernier, allant même jusqu'à se blesser volontairement pour s'en sortir (en s'arrachant une écharde en acier pour crocheter un cadenas, voire en se tirant lui-même dessus!). Il frôle la mort sans arrêt et s'en sort à chaque fois, jamais indemne, toujours vivant. De plus, à chacune de ses journées infernales, McClane réussi à récupérer le Talkie-Walkie d'un ennemi, lui permettant ainsi de contacter le terroriste et par le fait même, lui adresser quelques répliques assassines.
Non content de vivre un enfer dans sa  lutte contre les terroristes, McClane a tout un lot de problèmes personnels. Son mariage est perpétuellement en crise, son sens personnel de la justice et sa tendance à braver l'autorité ont failli lui coûter son travail plus d'une fois. Il est aussi accro à la cigarette et traverse quelques épisodes alcoolique (comme au début de Die Hard 3).
Pour Bruce Willis, l'une des recettes du succès de Piège de cristal réside d'ailleurs dans le charisme de ce personnage. « Nous avons réellement essayé de ne pas en faire une sorte de Superman. Je voulais jouer un personnage vulnérable, un gars qui peut être fatigué, qui peut craindre pour sa vie. Et d'après les réactions du public, je pense que les spectateurs voulaient cela. ».

### Alliés
L'idée récurrente des films de Die Hard est que McClane est toujours seul face à de nombreux ennemis. Il est rarement aidé, les autres policiers étant souvent représentés comme trop incompétents ou bornés pour arrêter les terroristes, qu'ils aident même parfois par erreur. Les rares alliés de McClane sont généralement des Afro-Américains (la seule exception étant le 4e film) ou sa famille. Ils ne font que des apparitions ponctuelles et même quand ils le suivent tout au long (comme c'est le cas dans les trois derniers films), McClane a toujours le plus de travail.
- Al Powell (Reginald Veljohnson) : un policier de Los Angeles qui devient son collègue dans le deuxième épisode, étant donné que John va vivre pour un temps à Los Angeles dans Piège de cristal et 58 minutes pour vivre.
- Argyle (De'voreaux White) : un chauffeur de limousine dans Piège de cristal.
- Leslie Barnes (Art Evans) : un ingénieur dans 58 minutes pour vivre.
- Zeus Carver (Samuel L. Jackson) : un boutiquier et ancien électricien dans Une journée en enfer.
- Matt Farrell (Justin Long) : un jeune hackeur fiché par la police dans Die Hard 4 : Retour en enfer.
- Miguel Bowman (Cliff Curtis) : un directeur adjoint au FBI dans Die Hard 4 : Retour en enfer.

## Création du personnage
À l'origine le personnage de John McClane est basé sur le détective Joe Leland du roman Nothing Lasts Forever écrit par Roderick Thorp dont le film Piège de cristal est une adaptation. Il a ensuite développé son propre caractère au fur et à mesure de la progression de la série.
Au départ, le producteur de Piège de Cristal Joel Silver souhaite engager Arnold Schwarzenegger pour interpréter John McClane. En effet, l'acteur autrichien, qui avait tourné précédemment pour le même duo réalisateur-producteur McTiernan-Silver (dans Predator), en termine alors avec le film Running Man (1987). Néanmoins, l'ex-Monsieur Univers souhaite réorienter sa carrière vers la comédie au détriment des films d'action. Il décline donc le rôle et accepte de jouer un agent soviétique au côté de James Belushi dans Double Détente (1988).
L'autre star des films américains musclés de l'époque, Sylvester Stallone, est également prise sur le tournage de Rambo 3 et a déjà d'autres projets. Désirant engager une star plutôt qu'un acteur de série B tel Dolph Lundgren ou Lou Ferrigno auxquels il pense, Joel Silver se tourne alors vers Charles Bronson, Clint Eastwood et Burt Reynolds. Mais le premier est trop vieux et en contrat d'exclusivité avec Cannon Films, le second préfère ses propres projets de réalisation et le dernier privilégie la télévision pour relancer sa carrière.
À l'époque, Bruce Willis est principalement connu pour sa facette comique. La série Clair de lune a fait de lui une star de la télévision et son principal essai au grand écran se résume à une comédie de 1987 avec Kim Basinger, Boire et Déboires.
Néanmoins, séduit à la lecture du script, celui-ci décide de se mettre en condition pour renforcer sa crédibilité dans un rôle musclé. « J'ai soudain voulu changer, ne plus incarner des personnages de comédie mais y aller à fond la caisse dans un remue ménage. »
John McClane étant un personnage physique, Bruce Willis décide de se mettre à l'entraînement pour être en forme : « Ça m'a pris deux bons mois et ça n'a pas été de la tarte. Mon objectif était de perdre huit kilos de graisse et de transformer en muscles tout le reste de mon corps. »
Il participe également à l'amélioration du personnage. À l'occasion d'un reportage consacrée à la saga Die Hard, John McTiernan, réalisateur des premier et troisième opus, déclare : « Le personnage de John McClane a été construit en fonction de Bruce. ». Les propositions de l'acteur visent à apporter un côté décalé au héros. Par exemple, il a l'idée de faire porter un pantalon trop grand à McClane, comme pour le ridiculiser.
Dans le magazine Première, John McClane a été classé 46e dans la liste des cent plus grands personnages de film de tous les temps.

## Œuvres où le personnage apparaît

### Cinéma
- 1988 : Piège de cristal (Die Hard) de John McTiernan
- 1990 : 58 minutes pour vivre (Die Hard 2) de Renny Harlin
- 1995 : Une journée en enfer (Die Hard With A Vengeance) de John McTiernan
- 2007 : Die Hard 4 : Retour en enfer (Live Free Or Die Hard) de Len Wiseman
- 2013 : Die Hard : Belle journée pour mourir (A Good Day to Die Hard) de John Moore[12]

### Jeux vidéo
- 1990 : Die Hard sur PC-Engine
- 1996 : Die Hard Trilogy sur PlayStation, Saturn et PC
- 1997 : Die Hard Arcade (ou Dynamite Deka) sur Saturn
- 2000 : Die Hard Trilogy 2 : Viva Las Vegas sur PlayStation
- 2002 : Die Hard : Piège de cristal sur PC
- 2002 : Die Hard: Vendetta sur GameCube, PlayStation 2 et Xbox
- 2015 : Broforce sur PC et PlayStation 4 (Sous le pseudonyme de Bro Hard)
- 2021 : Call of Duty: Warzone : Opérateur jouable dans le Battle Royale de Call Of Duty[13].

### Comics
- 2009-2010 : Die Hard: Year One (en) de Howard Chaykin (Boom! Studios)